# Eyes Like the Sky
Eyes Like the Sky es el segundo álbum de estudio de la banda australiana de rock psicodélico King Gizzard & the Lizard Wizard. Fue lanzado el 22 de febrero de 2013 la discográfica Flightless.
Descrito como un "audiolibro western de culto", el álbum está narrado y escrito por Broderick Smith, el líder del grupo de rock australiano de los 70 The Dingoes y el padre del tecladista de King Gizzard, Ambrose Kenny Smith. La historia gira en torno a niños soldados, nativos americanos y tiroteos, todo ambientado en la frontera estadounidense.
Cuando se le preguntó acerca de las influencias del álbum, Stu Mackenzie aludió a la influencia del spaghetti western a lo largo del álbum, diciendo "Me encantan las películas occidentales. Me encantan los malos y me encanta Red Dead Redemption. Oh, y me encantan las guitarras malvadas".

## Lista de canciones
El lado A del vinilo incluye las pistas 1-5 y la cara B las pistas 6-10.
Todas las letras están escritas por Broderick Smith; toda la música está compuesta por Stu Mackenzie.

| N.º | Título                    | Duración |  |
| 1.  | «Eyes Like the Sky»       | 3:17     |  |
| 2.  | «Year of Our Lord»        | 2:57     |  |
| 3.  | «The Raid»                | 2:24     |  |
| 4.  | «Drum Run»                | 2:42     |  |
| 5.  | «Evil Man»                | 3:54     |  |
| 6.  | «Fort Whipple»            | 2:56     |  |
| 7.  | «The God Man's Goat Lust» | 3:17     |  |
| 8.  | «The Killing Ground»      | 2:50     |  |
| 9.  | «Dust In the Wind»        | 2:24     |  |
| 10. | «Guns & Horses»           | 1:08     |  |

## Personal
Créditos para Eyes Like the Sky adaptados de las notas del álbum.
- King Gizzard & the Lizard Wizard - escritura musical, arreglos, grabación, mezcla
  - Michael Cavanagh
  - Cook Craig
  - Ambrose Kenny-Smith
  - Eric Moore
  - Stu Mackenzie
  - Lucas Skinner
  - Joe Walker
- Broderick Smith - escritura de la historia, grabación de las narraciones
- Jason Galea - arte de la portada
- Joseph Carra - masterización